# Брекленд
Брекленд (англ. Breckland) — район місцевого самоврядування в Норфолку, Англія. Його рада розташована в Дерегамі, хоча найбільшим містом є Тетфорд. До округу також входять міста Еттлборо, Свафхем і Воттон, а також численні села та прилеглі сільські райони.
Свою назву район отримав від ландшафтного регіону Брекленд, вкритого дроком піщаного пустища південного Норфолка та північного Саффолка. Термін «Брекленд» бере свій початок принаймні з 13 століття.
Сусідні округи — Кінгз-Лінн і Західний Норфолк, Північний Норфолк, Бродленд, Південний Норфолк, Середній Саффолк і Західний Саффолк.

## Історія
Округ був створений 1 квітня 1974 року відповідно до Закону про місцеве самоврядування 1972 року, який охоплював шість колишніх округів, які були скасовані одночасно:
- Міський округ Іст-Дерем
- Сільський округ Мітфорд і Лаундіч
- Свафгамський сільський округ
- Міський округ Свафхем
- Муніципальний округ Тетфорд
- Вейландський сільський округ

Новий район був названий Бреклендом на честь характерного ландшафту, який охоплює частину території Назву було обрано після конкурсу, організованого нинішньою владою, яка запросила місцеві школи, організації та окремих осіб висунути запропоновані назви.